# Jean-Baptiste Guillemin de Vaivre
Pour les articles homonymes, voir Guillemin et Vaivre.
Ne doit pas être confondu avec Jean Baptiste Antoine Guillemin.
Jean-Baptiste Guillemin de Vaivre, né le 31 mai 1736 à Besançon et mort le 9 mai 1818 dans l'ancien premier arrondissement de Paris, est un magistrat et intendant français. 
Intendant de Saint-Domingue de 1773 à 1780, il travaille ensuite à l'administration des colonies au ministère de la Marine avant d'entrer à la Cour des Comptes sous le Premier Empire.

## Biographie

### Famille
Jean-Baptiste Guillemin de Vaivre est né le 31 mai 1736 à Besançon. Il est le fils de Claude Odo Guillemin de Vaivre (1699-1774), avocat au parlement de Besançon, seigneur de Vaivre, professeur de droit et recteur à l'université de Besançon et de Jeanne-Claude Gouget (1711-1773/1779),.
Leur famille serait originaire de Baume-les-Dames, remontant au XVe siècle et d'ancienne extraction noble. La branche de Claude Odo Guillemin serait tombée en roture par dérogeance. En 1748, il obtient la permission de tenir la seigneurie de Vaivre.

### De Besançon à Saint-Domingue
Le 28 mars 1764, Jean-Baptiste Guillemin de Vaivre entre au parlement de Besançon comme conseiller, charge qui lui permet de devenir noble,. Il en devient conseiller honoraire le 16 mars 1785.
Il siège à l'Académie des Sciences, Belles-lettres et Arts de Besançon. Il est aussi franc-maçon, d'abord à Besançon, puis à Paris.

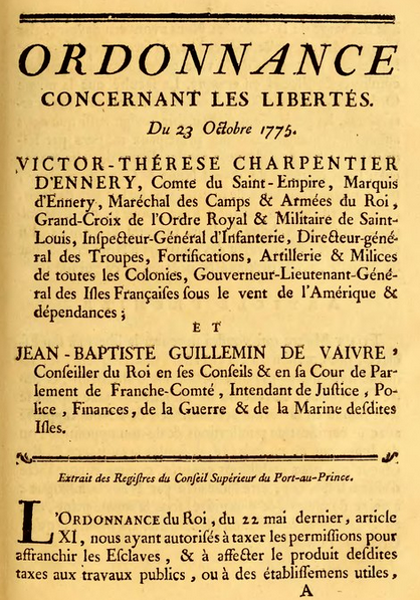
Page de titre de l'ordonnance sur les libertés signée de Victor-Thérèse Charpentier d'Ennery et de Jean-Baptiste Guillemin de Vaivre

Il est intendant de Saint-Domingue du 1er septembre 1773 à juin 1780,.  Il y part certainement avec son frère, l'ingénieur du roi Claude Marie Henri Guillemin (1741-1775), affecté en Martinique de 1766 à 1771 puis à Saint-Domingue en 1773. À Saint-Domingue, Guillemin de Vaivre s'entend bien avec le gouverneur de 1775-1776, Victor-Thérèse Charpentier marquis d'Ennery, représentant du roi alors que Guillemin de Vaivre est le subordonné du ministre de la Marine. Cette bonne entente est un cas de figure assez exceptionnel, les deux hauts personnages étant le plus souvent en concurrence. 
Guillemin de Vaivre demande à rentrer en France métropolitaine en 1779, argumentant qu'il a « éprouvé les effets les plus cruels du climat de Saint-Domingue qui lui a enlevé sa femme, un fils et un frère ». Il a alors aussi perdu ses parents et est lui-même en mauvaise santé. Il ne peut revenir en métropole qu'en octobre 1780, parce que son successeur nommé en octobre 1779, Jean-Baptiste Taffart, meurt le 25 février 1780, en Martinique, avant d'arriver à Saint-Domingue.

### Au ministère de la Marine
À son retour en métropole, il est membre du comité colonial et commissaire à l'administration des missions étrangères du 1er octobre 1780 au 17 août 1783,. 
Il est maître des requêtes du 1er mai 1782 à la Révolution. Pour acheter cet office, il contracte un emprunt de 70 000 livres à la caisse des invalides de la Marine.
Il est nommé intendant général des colonies le 17 août 1783 et le reste jusqu'au 31 décembre 1790. À sa création le 19 mars 1788, il est membre du Conseil de marine.
Il est chef de l'administration générale des colonies du 1er janvier 1790 à sa démission le 21 juin 1792,. Sa démission, alors qu'il a peu de ressources personnelles, s'explique par un contexte peu sûr pour lui à la suite de la démission d'Antoine François Bertrand de Molleville, ministre de la Marine et des Colonies et proche de Louis XVI.
Sous le Consulat, Jean-Baptiste Guillemin de Vaivre réintègre le ministère de la Marine, comme chef de la division des colonies, le 19 août 1800. C'est le moment où le milieu esclavagiste originaire de Saint-Domingue, actif autour de Joséphine de Beauharnais, cherche à convaincre, avec succès, Napoléon Bonaparte de rétablir l'esclavage,,. Jean-Baptiste Guillemin de Vaivre occupe cette fonction jusqu'au 28 novembre 1807. 
Il est un exemple de continuité entre l'administration d'Ancien Régime et celle issue de la Révolution : à part l'interruption entre 1792 et 1800, il se maintient à l'administration des colonies de 1773 à 1807.

### À la Cour des comptes
Il entre à la Cour des comptes, comme conseiller maître, à la création de celle-ci le 28 septembre 1807, et devient conseiller maître à vie le 29 mars 1813. Maintenu par Louis XVIII, il touche alors un traitement annuel d'environ 15 000 francs. 
Il prend sa retraite le 9 août 1817,, avec une pension annuelle de 6 000 francs. 
Il meurt le 9 mai 1818 dans l'ancien premier arrondissement de Paris. Il est enterré au cimetière du Père-Lachaise, dans la 36e division. Sa succession, liquidée en 1819, est de 40 000 francs, soit un tiers de moins que lors de son second mariage en 1795.

### Mariages et descendance
Jean-Baptiste Guillemin de Vaivre se marie deux fois. Il épouse tout d'abord à Vesoul, le 24 mai 1768 Anne Thérèse de L'Épine, née à Vesoul vers 1750 et morte au Cap-Français le 25 juin 1779. Elle est la fille de Jean Antoine de L'Épine (mort en 1765), président en la Chambre des comptes de Franche-Comté, et de Claudine Thérèse Gérard de Queutrey (morte en 1767),. Ils ont au moins quatre enfants :
- Marie Claudine Françoise, dite Marinette, Guillemin de Vaivre, née vers 1770 et morte avant 1818, mariée à Besançon le 5 janvier 1790 à Béatrix François-Xavier Louis-de-Gonzague Damey de Saint-Bresson, né en 1767, conseiller au Parlement de Besançon[18] ;
- Claude Jean-Baptiste Ignace Guillemin de Vaivre, né à Besançon le 21 avril 1771 et mort à Fontenay-sous-Bois le 5 mars 1836, militaire qui atteint le grade de chef de bataillon commandant des troupes à Pondichéry et se marie en 1811 avec Anne Marie Joséphine Walburge Clavé (1778-après 1836)[18] ;
- Jean-Dominique Hyacinthe Nicolas Guillemin de Montoille, né à Port-au-Prince le 11 septembre 1774 et mort à Charenton le 24 juillet 1815, sans alliance[18] ;
- N... Guillemin de Vaivre né le 28 novembre 1777 et inhumé à Port-au-Prince le 30 novembre 1777[18] ;
- peut-être deux autres enfants morts en bas âge[18].

Jean-Baptiste Guillemin de Vaivre se remarie à Paris le 5 floréal an III (24 avril 1795) avec Anne Nicole Thérèse Désirée Robiou de Mareuil, née le 16 juin 1760 à Nantes et morte le 7 juillet 1827 dans l'ancien premier arrondissement de Paris,. Elle est la fille de François Brice Robiou de Mareuil (1721-1771), avocat au Parlement de Paris, et de Charlotte Françoise Lingée (1733-après 1771). Elle est divorcée depuis le 15 thermidor an II (2 août 1794 de Joseph Charet de La Frémoire (1740-1803) et a plusieurs enfants,.

## Œuvre
- Jean-Baptiste Guillemin de Vaivre et Robert d'Argout, Traité définitif de police entre les cours de France et d'Espagne sur divers points concernant leurs sujets respectifs à Saint-Domingue, Le Cap-Français, 1777[3].

## Héraldique
D'azur à trois poires d'argent, tigées et feuillées de même, posées deux et une.

## Décoration
Chevalier de la Légion d'honneur en 1803 (?).